# Михайловка (Генический район)
Михайловка (укр. Михайлівка) — село в Ивановской поселковой общине Генического района Херсонской области Украины.
Население по переписи 2001 года составляло 76 человек. Занимает площадь 0,06 км². Почтовый индекс — 75442. Телефонный код — 5531.

## Местный совет
75442, Херсонская обл., Ивановский р-н, с. Воскресенка, ул. Щорса, 1